# Amosulalol
Amosulalol je beta blokator.